# 純ちゃんの応援歌
『純ちゃんの応援歌』（じゅんちゃんのおうえんか）は、1988年（昭和63年）10月3日から1989年（平成元年）4月1日まで放送されたNHK連続テレビ小説第41作である。全151回。

## 概要
主演の山口智子は本作がドラマ初出演にして初主演となる。
主な舞台県は和歌山県、大阪府、兵庫県で、野球の大好きな主人公が「高校球児の母」と呼ばれるまでの半生を描く。
放送期間平均視聴率38.6%、最高視聴率44.0%（ビデオリサーチ調べ、関東地区・世帯）。
2006年に完全版DVDが発売された。

## ストーリー
1947年（昭和22年）8月。純子たち小野家は疎開先の和歌山県美山村で父の復員を待ちわびていた。村の運動会の日、GHQから来たと名乗る男2人、ジョージ北川と速水秀平がやってきて、地元の興園寺林業の土地を借りようとしてきた。しかし北川は詐欺師とわかり、純子の説得によって改心し、美山村を去る。その後、村にやってきた本物のGHQが野球道具を支給し、子供たちは野球に熱中する。残った秀平は、興園寺家で働くが母国アメリカへ帰国するという。
父・陽一郎が満州から帰国する。彼は母に捨てられたという少年・雄太も連れていた。純子の弟・昭は同い年の雄太に戸惑うが、野球を通じて仲良くなる。一家は雄太を養子にしようという考えを持つようになる。しかし、大阪に就職の決まった陽一郎は心臓病で倒れ、あっけなく息を引き取ってしまった。小野家は雄太と正式に養子縁組し、新たなる道を求めて大阪へと移る。
1948年（昭和23年）3月、小野家は大阪阿倍野で商店を営む寺内ぬひ家に身を寄せる。昭と雄太は中学に入学し、妹の恭子は宝塚音楽学校に合格する。翌年、ぬひは店を改装し「純ちゃん食堂」を開店。純子も店で働く。
1953年（昭和28年）6月、昭と雄太は高校3年生の野球少年。「純ちゃん食堂」は看板娘の純子の働きで繁盛していた。雑誌カメラマンとなった速水秀平が再来日し、紆余曲折の末、純子は秀平のプロポーズを受け入れる。
1954年（昭和29年）4月、高校を卒業した昭は大学に進学。雄太は就職し、働きながら夜間大学に通う。恭子は宝塚を退団しジャズの道に進む。純子は秀平と結婚。秀平は遠縁の清原欽一郎を引き取り、3人で新しい生活を始める。恭子は上京したスティーブ西川を追って家出したが、純子と昭のはからいで母親のあきと和解し、結婚することになる。その矢先、昭が明石の海岸で溺死する。興園寺正太夫が興園寺林業の抵当に入っている西宮の旅館経営の話を純子に持ち込む。純子は悲しみから立ち直れないあきのため、阿倍野を離れて旅館の経営を決意する。
1955年（昭和30年）2月、純子は旅館「浜風荘」の女将となるが、古株の従業員たちとの軋轢に悩む。3月、春の選抜高校野球に出場する高校野球部の宿泊を受けるが、直前になって従業員たちが一斉退職。純子は家族や友人たちの助けを借りて、高校生たちをもてなす。夏の高校野球でも野球部一校を受け入れ、お盆の送り火の日、純子の妊娠が判明する。
1958年（昭和33年）4月、純子が女将になって3年、長女の陽子は2歳。雄太は大学を卒業し念願の高校教師になる。純子は手のかかる陽子を育てるため、家を買い人を雇うことを考えるが、仲居頭に採用した女性が盗難事件を起こしたため、今まで通り家族経営でやっていくことになる。
1962年（昭和37年）、広島から今津春雄が押し掛け、秀平に助手にしてほしいと懇願する。秀平は連絡なしに出張することが増え、純子とすれ違いがちになる。秀平と海水浴に言った陽子がはしかになると、純子はこれまでの不満を爆発させ、家出騒動を起こすが、反省して秀平と和解する。
1963年（昭和38年）、雄太は同級生だった立花小百合がお見合いすると聞き、自分の気持ちに気付く。悩んだ末、雄太は小百合に告白し、二人は結婚することになった。北川の紹介で秀平の写真集がアメリカで出版されることになり、秀平は渡米することになる。恭子はドイツに移住した西川に呼ばれドイツ行きを決意。純子は「浜風荘」に宿泊した日本海高校の生徒たちから「お母ちゃん」と呼ばれ、試合を見に来るよう誘われる。純子は周囲の人たち全てを応援する「お母ちゃん」として初めて甲子園に走る。

## キャスト

### 速水家
小野純子（おの じゅんこ） → 速水純子（はやみ じゅんこ）〈18 → 20 → 24〉
演 - 山口智子
主人公。兄弟思いで面倒見が良く、心優しいが、頑固で気の強い面もあり、そのことを母親のあきにとがめられることもある。過去には看護婦や女医、女弁護士になりたいと思っていた。
1947年（昭和22年）6月、村の運動会の途中で北川と共に来日した速水秀平と出会う。大原から聞いた事実をあきたちに話せずにいたが、久助から陽一郎のグローブを渡されて励まされたのをきっかけに、あきたちに話す。北川に、つやを騙すのをやめて村から出るよう説得する。
父の死後、大阪に移り食堂で働く。ラジオ番組「尋ね人の時間」で雄太のおば「林千代」が雄太を探していることを知り、意を決して「喜春旅館」に「林千代」を訪ね、彼女の正体が雄太の実母・昌代であることを知る。昌代の弁解を聞くとともに、一目でいいから雄太に会いたい、と頼まれ、雄太と昌代が対面した後も、昌代とは手紙で連絡を取りあっていた。
1953年、熱を出した劇団「かもめ座」の女優の代役で突然、劇に出演することになる。欽一郎と澄を救出に行く道中、秀平からプロポーズされる。昭和29年（1954年）に結婚し、同年4月26日に披露宴をあげる。
弟の昭の死後、一家で西宮に移る。1955年（昭和30年）、有馬温泉で2か月修行したのち旅館「浜風荘」の女将として働きだす。従業員の一斉退職というアクシデントを乗り越え、高校球児たちを宿泊客として迎える。夏の甲子園が終わったあと妊娠し、翌年、長女の陽子を出産する。
最終回では、甲子園に出場した日本海高校を応援するために甲子園球場へと走る姿で物語をしめくくる。
速水秀平（はやみ しゅうへい）（トーマス・S・ハヤミ）
演 - 髙嶋政宏
カリフォルニア州サクラメント出身の日系アメリカ人。1927年（昭和2年）生まれ。カメラマンを目指している。戦後和歌山県内の「眠り谷」という土地にある祖父の墓を探し、父の遺髪を収めるために美山村にジョージ北川（後述）と共にやって来た。戦時中マンザナール収容所で野球を覚え、進駐軍と村人との試合ではホームランを放った。法律家・清原欽一郎とは遠縁にあたる。
北川が詐欺師であり自分も加担者であることを純子に告げ、つやに北川との契約を断ってもらうよう頼む。興園寺林業で数日間働いたあと、祖父の墓を探すため、静尾が見つけた地域へと旅立つ。しかし結局祖父の墓は見つからず駅にいたところを偶然、小野家から逃げ出した雄太のハーモニカの音を聞き、彼と出会う。つやの紹介で興園寺林業の製作所で働くことになる。その後、「巡り田」という場所で墓が見つかり、静尾の付き添いで父の遺髪を納めに行く。北川が興園寺家に帰って来た数日後、アメリカへ帰って行く。1953年サンフランシスコ・シールズの通訳として再び来日し、その時には、夢を実現して雑誌のカメラマンになっていた。
三度来日した際は、純子を驚かせようと美山村に向かった。途中豪雨で車ごと流されてしまうが奇跡的に助かり、村人たちの救助に協力した。欽一郎と澄を救出に行く道中、土砂崩れが起こりそうな崖を登りながら、純子にプロポーズする。大阪に戻った純子と婚約するが、妻を亡くした欽一郎が親戚の蔵に住んでいると知ると彼を大阪に引き取り、純子と結婚し、同時期に空いた向かいの家を借りて3人で同居生活を送る。純子が「浜風荘」の女将になってからはカメラマンの仕事をしながら手伝う。苦労して育った混血児の写真集を出版するため奔走する。広島から出てきた今津春雄に困惑していたが、正太夫倶楽部に落ち着いてからはほぼ無給の助手として雇う。
1963年夏、自身の写真集がアメリカで出版されることになり、北川と共に渡米した。
速水陽子（はやみ ようこ）〈2 → 6〉
演 - 尾後あすか（2歳時：村上沙織）
純子と秀平の娘。名前の「陽」は純子の父・陽一郎からとられた。物怖じせず外遊びが好きで、純子を悩ませる。1963年春に小学校に入学。

### 小野家
小野陽一郎（おの よういちろう）
演 - 川津祐介
純子の父。穏やかな性格。上町中学（旧制中学校）時代には幼なじみの久助とバッテリーを組んでいて、1918年（大正7年）大阪地区予選大会で優勝し全国大会に出場が決定していたが、米騒動で大会が中止になってしまった。
戦後は満州で会った雄太（後述）を連れて中国大陸から帰国（右腕に手榴弾の破片が入っており、以前のような投球ができなくなった）。
体調が悪くなったことで東和生命での就職を断ろうと手紙を書いたが、純子が専務の稲本に頼み込んだことで、就職するチャンスを得る。しかし、他にも就職を希望している人はたくさんいるうえに、稲本の責任問題にもなりかねないと言って、再び就職を断る電報をあきに送るよう頼む。1947年の末、満州にいころの知り合いが副社長であることから、大阪の三立造船という会社での就職が決まる。その矢先、あきと恭子が大阪に行っているときに再び体調を崩す。1948年2月23日、就職を記念して興園寺家で祝宴をしていた最中にみたび倒れ、そのまま心臓麻痺で亡くなる。朦朧とした意識で発した最期の言葉は「ナイスプレー」だった。
小野あき（おの あき）
演 - 伊藤榮子
純子の母。8月21日生まれ。芯が強い。裁縫が得意である。20歳の時に陽一郎と結婚。
美山村では美山小学校の事務員として働いていた。雄太が小野家の養子となることが決まった帰りのバスで、大阪へ引っ越そうと決意する。大阪では洋裁で家計を支える。実子の昭と養子の雄太を平等に扱うよう気を使っている。家出した恭子には無視をつらぬいていたが、のちに和解する。
息子の昭を亡くし、さらにデパートから請け負っていた仕立ての仕事を縫製工場に奪われ、立ち直れなくなっていた。
一家で西宮に移ってからは純子とともに浜風荘で働く。
小野恭子（おの きょうこ）〈21〉
演 - 松本友里
純子の妹。淡島千景、久慈あさみに憧れ、宝塚歌劇団を目指している。大阪で、宝塚歌劇団の公演を観ると共に、のど自慢に申し込み、「港が見える丘」を歌い、予選に合格する。宝塚歌劇団の1次試験に合格したものの、2次試験で他の受験生と自分の差を見せつけられ、自信をなくすが、無事に合格し、「美山はるか」という芸名で活動を始める。その後は、寮で暮らすも、なかなか大役を任せてもらえず、落ち込む。1954年4月に退団し、ジャズ歌手としてキャバレーで歌うようになる。スティーブ西川への恋心に気付き、上京する彼を追って家出。純子と昭があきを誕生日に連れ出した温泉旅館に西川とあらわれ、結婚を宣言して和解する。1963年春、先に移住していた西川に電報で懇願され、西ドイツ行きを決める。
小野昭（おの あきら）
演 - 西川弘志（幼少期：岩芝公治）
純子の弟。やんちゃな性格で、トラブルを作ることもしばしば。1948年（昭和23年）4月、雄太と共に中学校に入学し、新聞配達の仕事を始める。野球部でのポジションはキャッチャー。「純ちゃん食堂」の開店当日、レギュラーになることが決定する。
1953年には上町高校3年生となっている。春にはレギュラーだったものの、夏の大会を目前に控えていたところでレギュラーから外されたために、雄太と確執が生じることになる。高校野球夏の大会地区予選4回戦にて、ピンチヒッターとして出場するが、試合は、2対3のサヨナラ負けを喫する。
高校卒業後は浪南大学経済学部に進学。高校教師となって教え子を甲子園へ連れて行くことを夢見ていた。野球部でレギュラーの座を勝ち取るも、その直後の1954年9月の合宿で明石の海岸をランニングしていたときに転覆したボートに遭遇、海に投げ出された中学生を助けて溺死する。
林雄太（はやし ゆうた） → 小野雄太（おの ゆうた）
演 - 唐沢寿明（幼少期：高岡俊広）
満州で両親とはぐれ、そこで出会った陽一郎と1年10ヶ月行動を共にし、彼に連れられて中国大陸から帰国、美山村にやって来て、小野家の世話になる。養子にもらってもらおうと、純子と共に河北家へ行くが断られ、小野家の養子となる。同年の夏休み明けより、昭や金太郎と同じ小学生に通い始める。やがてあきのことを「お母ちゃん」と呼ぶようになる。1948年（昭和23年）3月、正式に小野家の養子となり、純子とは義姉弟になる。同年4月、昭と共に中学校に入学し、新聞配達の仕事を始める。野球部でのポジションはピッチャー。自らの技術不足に悩むも、「純ちゃん食堂」の開店当日、レギュラーになることが決定する。
1953年には上町高校3年生となっており、レギュラーである。
高校卒業後は自分の力で大学へ行きたいと考え、木下精密工業に就職し、大淀工業大学の二部（夜間部）に通う。
昭の死後は昭が志望していた高校教師と野球部のコーチを目指す。
大学を卒業し、1958年に兵庫県の工業高校機械科の教員となる。1962年、神東工業高校野球部を監督として率いて県大会予選を4回戦まで進んで敗退した。
密かに小百合に好意を寄せていたが、昭も彼女を好きだったことから、昭の死後も彼のことを好きでいるのではないかと思い苦悩していた。1963年春、彼女の本当の気持ちを知り、結婚を決意する。

### 美山村

#### 興園寺家・興園寺林業
興園寺つや（こうえんじ つや）
演 - 白川由美
久助の姉。興園寺林業の主。純子の成長や活躍を暖かく見守る。
北川と秀平がGHQの者だと告げられるなり、秀平に森での仕事を手伝わせる。純子を正太夫の妻にしようとしていたことを純子に詫びる。北川に頼んで、正太夫をアメリカへと誘う手紙を書いてもらう。アメリカに帰国した北川とは手紙のやり取りを続けている。結婚する純子にウェディングドレスを贈った。
北川が詐欺事件に巻き込まれて裁判沙汰になっているとの手紙を読むと渡米。トラブル解決後の1年後に北川と再婚し、世界を巡る。二人で帰国して女将になった純子と再会。その後美山村に戻り、東京の北川とは別居婚となる。
興園寺正太夫
「#大阪の住人」を参照。
興園寺清彦（こうえんじ きよひこ）
演 - 生瀬勝久
つやの次男。気弱な兄・正太夫をあまり快く思っていないよう。
興園寺林業で働き始めたばかりの純子に仕事を教える。祝宴中に陽一郎が倒れたことを小野家に伝えに来る。1953年7月17日・18日の豪雨において、村の消防団に協力し、村人の救出に当たる。つやの再婚に頭を抱える。
興園寺綾 → 牛山綾
「#牛山家」を参照。
吉井節子（よしい せつこ） → 興園寺節子（こうえんじ せつこ）
演 - 布勢真穂
久助が働く「わらべ出版」の事務兼秘書。電車の運転手として働く父と2人の妹と暮らしており、久助からは「節ちゃん」と呼ばれている。1955年に正太夫と結婚。長女・美佳子を出産し、「わらべ出版」が倒産した後は美山村でつやらと共に暮らす。
興園寺美佳子（こうえんじ みかこ）
演 - 米田美帆
正太夫と節子の娘。陽子よりも半年後に生まれた。
忠吉（ただきち）
演 - 汐路章
興園寺林業の番頭。つやや清彦と同様、正太夫のことを頼りないと思っている。
中村（なかむら）
演 - 堀内一市
興園寺林業の番頭。
田中（たなか）
演 - 児玉博之
興園寺林業の番頭。1953年7月17日、大阪のあきから電話が来ていることを純子に伝える。
文（ふみ）
演 - 落合智子
興園寺家の使用人。

#### 牛山家
牛山金太郎（うしやま きんたろう）
演 - 高嶋政伸（幼少期：新田勉）
村のガキ大将。昭や雄太とは仲がいい。
初めは、純子と昭が野球をしているのを同級生たちと黙って見ていただけであったが、次第に心を通わせ一緒に野球をやるようになる。雄太と共に大阪へ行こうとしていたところを警官に保護され、ももに叱られた。純子が久しぶりに興園寺家を訪ねた際には、純子に会いに来ていた。中学校では野球部に所属しており、1年生の終わりからはレギュラーになる予定である。
1953年6月時点では、醤油会社で営業を担当していた。1953年7月18日、豪雨で車に乗ったまま流されて行く秀平を目撃。「浜風荘」に顔を出した時は県会議員になるため農協に転職したと報告した。興園寺綾を妊娠させ騒動になったが、二人の仲が認められ結婚した。興園寺家の援助を得ることなく、村会議員に当選した。
1963年春、美山村を訪れていた雄太と小百合と再会。彼らの結婚を祝い、久しぶりに野球を楽しんだ。
興園寺綾（こうえんじ あや） → 牛山綾（うしやま あや）
演 - 繁田知里（幼少期：春木みさよ）
つやの長女。正太夫とは対照的で、なかなか気が強い性格。恭子が宝塚歌劇団に入るのを諦めようとしているのを聞いた。
金太郎の子供を身籠もり騒動になるが、二人の仲が認められ結婚した。
牛山桃太郎（うしやま ももたろう）
演 - 増田豪
金太郎と綾の息子。
牛山もも
「#西宮」を参照。
牛山きん（うしやま きん）
演 - 正司照枝
金太郎の祖母。未亡人。
美山村小学校の6年生の児童たちが一時迷子になった件で、雑賀を責めていたももをなだめ、雑賀を庇う。ももの家出を引き止めようとした。田丸が再婚してからは、田丸やその再婚相手と折り合いが悪くなり、家にいることは少なくなったという。
牛山うめ（うしやま うめ）
演 - 津島道子
金太郎の曾祖母。日露戦争で夫を失っている。
純子と正太夫が駆け落ちをしていたと静尾に話す。美山村小学校の6年生の児童たちが一時迷子になった件で、雑賀を責めていたももをなだめ、雑賀を庇う。ももの家出を引き止めようとした。1953年、劇団「かもめ座」の劇を観劇しに来る。豪雨により講演が中断になった後は、美山村小学校に避難する。
牛山かき（うしやま かき）
演 - 河東けい
田丸の母。
純子と正太夫が駆け落ちをしていたと近所に触れ回った。
牛山田丸（うしやま たまる）
演 - 佐々木保典
もものいとこ。
1947年（昭和22年）6月、村の運動会の最中に戦地から復員したが、妻のまつは彼の不在中に米の買い付けに来た大阪のブローカーと駆落ちした。1949年時点では再婚している。

#### 美山村の人々
清原欽一郎（きよはら きんいちろう）
演 - 浜村純
美山村に疎開している元裁判官。第一高等学・東京帝国大学在学時は野球部に所属していた。真面目な性格で闇市の食糧には手を付けず、配給のみに頼っているため栄養失調気味。秀平のいとこのおじ。欽一郎の説明曰く、「わしのおばの嫁ぎ先の、つまり義理のおじだな、そのおじの妹の子というのが、秀平くんのおばあさんなる人で、その人の最初の連れ合いが、墓の中にいる人」。一人息子の昌彦（38歳）を戦争で亡くしている。
「公認野球規則」に詳しく、村民とGHQの親善試合の審判を務めた。雄太が小野家の養子になるための法律上のアドヴァイスをした。1953年、劇団「かもめ座」の劇を観劇しに来る。豪雨が起こってからは自宅に戻り、動けない澄を置いて自分だけ避難することはできないと主張したが、純子と秀平に救助される。避難直後に家は流されたため、間一髪で助かった。澄を亡くしてから奈良県下市町の親戚の家に移ったが、蔵に一人で住まわされていると聞いた秀平が大阪に引き取り、秀平と純子の新婚家庭に同居する。純子一家とともに西宮に転居し、「浜風荘」の雑用係として働いた。
清原澄（きよはら すみ）
演 - 小林泉
欽一郎の妻。秀平のいとこおば。薬が欠かせない、寝たきりの状態。欽一郎とは大学生時代に出会い、次第に芝居や音楽会に行くようになり、後にドイツ語でプロポーズする。
1953年7月17日・18日の豪雨の後容態が悪化し、欽一郎や純子、興園寺家の面々に看取られて亡くなる。
欽一郎によると澄が好きだった歌は「君が行く 海辺の宿に 霧立たば 吾が立ち嘆く 息と知りませ」（万葉集・15.3580）。嫌いな歌として「妻をめとらば才たけて みめ美わしく情けある 友をえらばば書を読みて 六分の侠気 四分の熱」（与謝野鉄幹『人を恋うる歌』）であったという。
竹中（たけなか）
演 - 穂積哲也
昭・雄太・金太郎らの小学校の担任。雄太と金太郎が和歌山か大阪に家出したのではないかと話した。
厚（あつし）
演 - 北野真也
昭の小学校の同級生。はじめはキャッチボールをする純子と昭を金太郎と共に遠巻きに眺めるだけであったが、後に一緒に野球をする仲となる。小野家の庭先で行われたのど自慢ごっこでは「炭坑節」を歌ったが、鐘一つで終わる。純子が久しぶりに美山村の興園寺家を訪ねた際には、純子に会いに来た。
1963年春、美山村を訪れていた雄太と小百合と再会。彼らの結婚を祝い、久しぶりに野球を楽しむ。現在は農業を営んでいる。
勝（まさる）
演 - 小谷豪純
昭の小学校の同級生。はじめはキャッチボールをする純子と昭を金太郎と共に遠巻きに眺めるだけであったが、後に一緒に野球をする仲となる。純子が久しぶりに美山村の興園寺家を訪ねた際には、純子に会いに来ていた。
1963年春、美山村を訪れていた雄太と小百合と再会。彼らの結婚を祝い、久しぶりに野球を楽しむ。
新一（しんいち）
演 - 高橋龍一
昭の小学校の同級生。はじめはキャッチボールをする純子と昭を金太郎と共に遠巻きに眺めるだけであったが、後に一緒に野球をする仲となる。昭からは「新ちゃん」と呼ばれている。純子が久しぶりに美山村の興園寺家を訪ねた際には、純子に会いに来た。
松男（まつお）
演 - 南照憲
昭の小学校の同級生。はじめはキャッチボールをする純子と昭を金太郎と共に遠巻きに眺めるだけであったが、後に一緒に野球をする仲となる。純子が久しぶりに美山村の興園寺家を訪ねた際には、純子に会いに来た。
1963年春、美山村を訪れていた雄太と小百合と再会。彼らの結婚を祝い、久しぶりに野球を楽しむ。現在は電電公社に勤めている。
安秀（やすひで）
演 - 嶋谷隆司
昭の小学校の同級生。はじめはキャッチボールをする純子と昭を金太郎と共に遠巻きに眺めるだけであったが、後に一緒に野球をする仲となる。1963年春、美山村を訪れていた雄太と小百合と再会。彼らの結婚を祝い、久しぶりに野球を楽しんだ。
小野正紀（おの まさのり）
演 - 小野和彦
昭の小学校の同級生。はじめはキャッチボールをする純子と昭を金太郎と共に遠巻きに眺めるだけであったが、後に一緒に野球をする仲となる。1963年春、美山村を訪れていた雄太と小百合と再会。彼らの結婚を祝い、久しぶりに野球を楽しんだ。
清（きよし）
演 - 大川慶
昭の小学校の同級生。はじめはキャッチボールをする純子と昭を金太郎と共に遠巻きに眺めるだけであったが、後に一緒に野球をする仲となる。1963年春、美山村を訪れていた雄太と小百合と再会。彼らの結婚を祝い、久しぶりに野球を楽しんだ。現在は役場で働いている。
正行（まさゆき）〈5〉
演 - 高橋友洋
村の子ども。他の村の子どもたちと比べて幼く、小学校の教室のシーンで登場することはない。はじめはキャッチボールをする純子と昭を金太郎と共に遠巻きに眺めるだけであったが、後に一緒に野球をする仲となった。
内藤（ないとう）
演 - 松岡与志雄
陽一郎が倒れた時に小野家に駆けつけた村の診療所の医師。1948年の初めに再び小野家を訪れて、倒れた陽一郎の診察をすると共に、雑賀の高血圧を指摘する。陽一郎が祝宴中に倒れた時には興園寺家に駆けつけ、彼の臨終を看取った。
1953年には、熱を出した劇団「かもめ座」の女優の治療にもあたっており、7月17日・18日の豪雨のあとには、清原家で澄の臨終を看取った。
郵便局員
演 - 土屋恵司
アメリカにいる秀平の兄からの手紙を興園寺家に届ける。他にも、カリフォルニア州にいる秀平からの手紙や、陽一郎の三立造船での就職内定通知、伊那谷の絹子からの手紙も届ける。

### 大阪

#### 大阪の住人
興園寺正太夫（こうえんじ しょうだゆう）〈28〉
演 - 笑福亭鶴瓶
つやの長男。気が弱いが、時には男らしいところも。純子に片思いしている。
清彦と喧嘩してすねていた時に、久助に志がない、何か大きいことをやってみたら、と言われ、純子が大阪に行くのと同じ列車に乗って家出し、古いバスを購入して美山村に帰って来る。北川の話に感銘を受けて、サンタクロースのように戦争孤児たちにお菓子や服を支給しようとし、その資金調達のために闇市の米や魚を盗み、物価統制令違反で岸和田市で逮捕される。1948年（昭和23年）の年明けに釈放されて興園寺家に帰って来る。小野家と同時に大阪へ引っ越す。偶然芝居で役者をすることになり、そこで五郎を助けたことが「寺内商店」と「中根商店」の取り引きが再開されるきっかけとなる。俳優になるために北川とアメリカ行きをもくろむ。その後自分の劇団「かもめ座」を主宰する。純子と秀平の婚約にショックを受けるが、純子とは友達でいると約束し、結婚式では節子と共に司会を務めた。その後は家業を手伝い、純子に西宮で営業中だが抵当に入った旅館経営の話を持ち込む。
昭和30年、節子と結婚し、長女・美佳子を授かる。昭和33年、倒産したわらべ出版の社屋を改装して、若い芸術家の溜まり場となる喫茶店「正太夫倶楽部」を開店する。
スティーブ西川（スティーブ にしかわ）
演 - 北京一
独身。正太夫の中学時代の先輩で、彼からは「西やん」と呼ばれている。小野家の隣に住む。中学を卒業してすぐにパントマイム芸人となったが、未だにあまり売れていない。宝塚歌劇団の試験に合格できるか不安がっていた恭子を励ます。「純ちゃん食堂」の看板文字を書く。上京したもののパントマイム芸人として生きていくのをあきらめてビルの管理人になろうとしていたが、励ましてくれた恭子と結婚する。その後、大阪に拠点を移し、舞台活動の他、パントマイム教室の講師となる。
1963年春、知り合いの仲立ちで西ドイツの劇場に立つために3年間の予定で単独で西ドイツに移住。最終回ではミュンヘンからの電報で、寂しさに耐えられないと恭子を呼び寄せる。

#### 立花家
立花徹（たちばな とおる）
演 - 麻生敬
静尾の兄。美山村小学6年生たちが臼ヶ岳への遠足から帰らないのを心配して学校に集まる。
立花静尾（たちばな しずお）
演 - 押谷かおり
純子の女学校時代からの親友。とても行動的な女性。美山村役場で働いている。
秀平に関心を持っており、秀平が探している「眠り谷」について調べてほしいと純子に頼まれると、快く引き受け、似た地名の地域を見つけ出す。英語の勉強をするために大阪へと旅立つ。やがて美山村に帰って来るが、すぐに英語学校へ通うために東京に引っ越す。作家の秘書となり、1948年4月より、帝塚山に住んでいる。純子が「純ちゃん食堂」で働くことに反対するも次第に受け入れ、食堂を宣伝するために取材に訪れるなど、サポートするようになる。
立花小百合（たちばな さゆり）
演 - 野崎佳積（幼少期：望月千春）
静尾の妹。昭の同級生で、小学校ではアイドル的存在。
恭子が出場したのど自慢の予選のラジオを、小野家に聞きに来る。
1948年4月より、帝塚山に住む。大阪の私立中学校を経て、お茶の水女子大学へ入学したのちに教師になることを夢見ている。高校野球夏の大会地区予選4回戦にて、上町高校対北高校を友人と共にスタンドから応援する。1954年には昭の弔問に訪れ、彼が合宿所から送ろうとしていた桜貝と手紙を見て号泣する。「浜風荘」の従業員が一斉に辞めてしまった際には大阪から手伝いに来る。
雄太のことがずっと好きだったが、昭が亡くなってからは本当の気持ちを打ち明けることができなくなっていた。1963年春、雄太への思いを断ち切るためにお見合いをするが、純子の仲介もあって雄太と結婚する。

#### 寺内商店
寺内ぬひ（てらうち ぬひ）
演 - 西岡慶子
20歳の時に小野家に奉公し始めてお手伝いとして働き、純子が赤ちゃんだったころから世話をしていた。現在は、寺内小平次と結婚して大阪阿倍野に住んでいる。純子を「嬢さん」と呼び慕う、阿倍野の商人。「寺内商店」を切り盛りする。かかあ天下。陽一郎が亡くなったことを電報で知り、小野家に駆けつける。「寺内商店」を改装して食堂にすることを提案し、1949年に開店。ももが「純ちゃん食堂」で働こうとしたときには、当初は反対するが純子に押し切られる。
寺内小平次（てらうち こへいじ）
演 - 曾我廼家文童
寺内ぬひの夫。大阪恵比寿座で歌舞伎の裏方をしている。ぬひよりも年下。

#### 村山家
村山浩三（むらやま こうぞう）
演 - 原哲男
阿倍野の組合長。1953年4月に3人の子を持つ久代と再婚。1954年4月の純子と秀平の披露宴では仲人を務める。
村山久代（むらやま ひさよ）
演 - 村上理子
組合長の村山の再婚相手。3人の子持ち。
村山勝代（むらやま かつよ）
演 - 柴立朝美
久代の連れ子。
村山和彦（むらやま かずひこ）
演 - 長谷川佳
久代の連れ子。
村山文彦（むらやま ふみひこ）
演 - 狩山恵一
久代の連れ子。

### 西宮
牛山もも（うしやま もも）〈37〉
演 - 藤山直美
金太郎の母。未亡人。
純子と正太夫が一緒に列車に乗ったのを見て二人が駆け落ちしたと勘違いし、村中に噂話を広めてしまった。遠足で児童たちが一時迷子になった件で雑賀を責めるが、彼が校長を辞めようとしたことで責任を感じ、辞めるのを止めようとする。田丸の再婚相手との関係がうまくいっておらず、純子に会いに大阪を訪れた時には、自分も大阪へ行ってしまおうかとぼやく。1953年6月には家出し、「純ちゃん食堂」で働き始める。当初は、接客態度の悪さが原因で客と言い合いになることもあった。1953年7月17日・18日の豪雨において、家族を心配し、単身美山村へと向かうがたどりつけず引き返す。純子が引っ越した後、純ちゃん食堂の仕事を引き継ぐ。旅館「浜風荘」の従業員が一斉に辞めてしまった際には大阪から手伝いに来て、そのまま仲居として働きだす。金太郎の結婚騒動では「興園寺家と釣り合わない」と恐縮していたが、村会議員当選には喜んだ。
竹中ヨシ子（たけなか よしこ）
演 - 川田陽子
「浜風荘」の仲居。キクや垣本と共に辞めてしまうが、その日の夜に石田と共に戻って来て、再び働き始める。再婚相手になってほしいと川井に頼まれるが断る。
石田清次（いしだ せいじ）
演 - 戸田都康
「浜風荘」の板場のお手伝い。上司の垣本からは「小ぼんちゃん」と呼ばれている。キクや垣本と共に辞めてしまうが、その日の夜にヨシ子と共に戻って来て、再び浜風荘で働き始める。

### その他
雑賀久助（さいが きゅうすけ）
演 - 桂枝雀
興園寺つやの弟で、昭たちが通う「美山村立美山小学校」の校長。陽一郎と小学校時代からの友人で、彼とバッテリーを組んでいた。後に童話作家になる。
陽一郎の生存が絶望的と思い落ち込んでいた純子に彼のピッチャー・グラブを手渡して励ます。遠足で児童たちが遭難しかけた責任を取って小学校を辞めようとし、それがきっかけで陽一郎と喧嘩になり、絶交を申し出られる。しかし純子の説得で思いとどまり、校長を辞めるのを取り消して陽一郎とも和解する。1949年9月に小学校の校長を退職した。知り合いが設立児童文学の出版社に資金を提供し、専務となる。知り合いが設立した児童文学の出版社「わらべ出版」に資金を提供し、専務となる。「純ちゃん食堂」の開店当日、開店祝いに食堂を訪れ、昭と雄太に新品のグラブとミットをプレゼントする。1953年6月、念願の自身初となる童話集「かわいそうなやぎ」を出版。
1955年、経営危機となり、債権者から逃げるため旅に出る。節子に対して煮え切らない態度の正太夫に説教し、二人の結婚の後押しをする。わらべ出版倒産後は子ども向けラジオドラマの脚本を依頼されるようになり、執筆のためたびたび浜風荘を利用する。
雄太の結婚話を聞いたあと、雄太と昭をモデルにした児童小説「ナイスプレー もう一つの応援歌」を脱稿した。
ジョージ北川（ジョージ きたがわ）
演 - 細川俊之
秀平と共に来日。日本へ来たばかりの秀平がひったくりにあったときに彼を助けたことから、恩人だと思われている。
正体は詐欺師で、興園寺林業で材木を調達するふりをしてやって来た。つやとの出会いや純子からの説得で改心し、村を出る。純子と正太夫が泊まった旅館に偶然泊まっていた。数日間、正太夫と共に旅館に居座った後に、新たに貿易の話を持ちかけて興園寺家に帰って来る。再び美山村を訪れた際には、純子を「純ちゃん」と呼ぶようになる。カナダへの村の蜜柑の輸出が済んだあと、大阪へ旅立つ。トラック5台分の隠退蔵物資を盗み出して男たちに追われ、興園寺家に逃げて来た。小野家の人々の連携により、女装と化粧でなんとか逃げ切ることに成功する。友人のダグラス中尉と共に「寺内商店」に移転をせまる男たちを蹴散らすが、男たちのボスが神永であることを知ると自首し、逮捕される。逮捕されたことをつやには黙っていてほしいと純子に頼む。刑務所からつやに書く手紙では、アメリカにいると嘘を書いていた。1949年10月に出所し、興円寺家を訪ねて嘘を書いついたことをつやに告白、詫びる。つやに頼まれて、正太夫をアメリカへと誘う手紙を書く。アメリカに帰国したあとも純子やつやと手紙をやりとりを続ける。純子の結婚祝いに真珠のネックレスを贈る。
浮世絵の取引を巡って詐欺で立件されるが、つやの尽力もあり無罪となる。その後つやと再婚する。
帰国するつやとともに来日し、東京を仕事の拠点とする。秀平が写真集の発売が危うくなった際には、知り合いの会社を紹介して出版させることに成功する。
古賀昌代（こが まさよ）
演 - 日色ともゑ
雄太の実母。体の具合が悪かったためにやむなく満州で雄太を見捨てたが、そのことを後年も悔やんでいる。現在は再婚して北九州の飯塚に住み、小さな炭坑を経営する夫には、先妻との間に5人の子がいる。
雄太を探し出すために、「林千代」という偽名を使って雄太のおばを名乗り、ラジオ番組「尋ね人の時間」に情報を提供していた。「喜春旅館」で純子と会い、一目でいいから雄太に会いたい、と彼女に懇願する。
その後も、昌代とは手紙で連絡を取りあっており、高校野球夏の大会地区予選4回戦では、上町高校対北高校を陰ながら応援していた。
1963年春には、伸吉を伴って浜風荘を訪れる。
今津春雄（いまづ はるお）〈16〉
演 - 長谷川アンドリュー
生まれてすぐに広島の「希望の家」に預けられた混血児の青年。「今津」は自身が拾われた今津から、「春男」は3月に施設に預けられたことからとられている。そば屋に就職したが、辛抱できず、秀平を頼って西宮に出て来て助手にしてほしいと懇願する。当初、浜風荘に厄介になっていたが、余裕がない秀平は助手にできず、純子たちの同情的な言葉に立腹して飛び出す。その後風呂屋で働き、秀平の仕事場がある正太夫倶楽部に住み込むことになった。
1963年夏、翌年4月から定時制高校に通う予定だが、秀平のいるアメリカへ行くために旅費を貯めることを決意。

### ゲスト
- ●は美山村の人物
- ★は大阪の人物
- ◆は西宮の人物
- ■はその他の人物

#### 第1週
村長 ●
演 - 岡村嘉隆
1947年時点での美山村の村長。
村の人々 ●
演 - 田口哲、三村伸也、村井義之助
1947年6月の村の運動会に参加していた。
大原（おおはら） ■
演 - 赤塚真人
満州からの引き揚げ者。終戦後約半年、陽一郎と行動を共にしていた。陽一郎の班の班員が集団自決を図り、生存者が3人しかいないということを知っていたが、純子たちに話す勇気が出ず、別の班に分かれる直前も彼が元気であったと話した。その後純子に問い詰められ、真実を話す。

#### 第2週
マックスゲイン大尉 ■
演 - マストロ・ジョバンニ・フランク
GHQの第6軍司令部の大尉。占領軍の住宅建設に必要な木材を調達しに興園寺林業に来た。つやと契約を交わすと共に、村の子供たちのためにグローブを支給する。
軍曹 ■
演 - アンディー・ハンキンソン
GHQの第6軍司令部の軍曹。
通訳 ■
演 - ジェームス・ロス
マックスゲイン大尉が興園寺林業に来たときの通訳者。
通訳 ■
演 - ロイド・ウォーカー
マックスゲイン大尉が村の子供たちのためのグローブを支給しに来たときの通訳者。大阪弁を話す。
青年団員 ●
演 - 花乃種吉
GHQと村民の親善試合に出場する。

#### 第3週
郵便局員 ●
演 - 工藤恭造
雄太の本籍や絹子の居場所について書かれた上條村役場からの手紙を純子に手渡す。
河北絹子（かわきた きぬこ） ■
演 - 宮田圭子
雄太の父・やすゆきの妹で、雄太の叔母にあたる。伊那谷の農家。6人の子供がいる。純子が雄太を連れて河北家を訪れた時、経済的な理由で雄太を引き取るのを断る。その後、そのほうが雄太も幸せだろう、と雄太を小野家の養子にするよう頼む手紙を陽一郎に送る。
河北守（かわきた まもる） ■
演 - 亀井賢二
絹子の夫。

#### 第4週
稲本（いなもと） ★
演 - 森下鉄朗
陽一郎が就職を断った株式会社東和生命の専務。純子から陽一郎の就職を2か月待つよう頼まれ、初めは断るも、純子の陽一郎への想いを汲み取り引き受ける。
社員 ★
演 - 広岡善四郎
株式会社東和生命の社員。客に東和生命で働かせてもらえるよう頼まれるも、頑なに断る。
社員 ★
演 - 楠本光子
株式会社東和生命の社員。稲本が兵庫に行っているために帰社が遅くなることを純子に伝える。
客 ★
演 - 山田交作
株式会社東和生命の客。東和生命で働かせてもらえるよう社員に頼むも、他にも就職希望者はたくさんいるからと頑なに断られる。
店主 ★
演 - 田中義章
純子が正太夫のためにキニーネを買いに行った「大淀薬局」の店主。
村人 ●
演 - 好士崎初子（第13週）
かきや他の村民たちと共に、純子と正太夫についての噂話をしていた。1953年には、「はるかなる山脈」の美山村公演を観劇している途中、豪雨で小学校に避難する。豪雨により講演が中断になった後は、美山村小学校に避難する。
旅館のおかみ ★
演 - 坂本和子
純子、正太夫、北川らが泊まった旅館の女将。背中を打った正太夫に湿布を貼ってあげる。

#### 第5週
男 ●
演 - 小谷邦昭
正太夫のバスを見に興園寺家にやって来ていた。

#### 第6週
消防団長 ●
演 - 国田栄弥（第13週、第14週）
美山村の消防団長。美山村小学校の6年生の児童たちを探しに臼ヶ岳へ行くも、児童達と出会うことはできなかった。その後陽一郎と共にもう一度探しに行ったところ、無事に児童たちを発見した。
1953年7月17日・18日の豪雨において、美山村の災害状況の把握、村民の救出に当たる。
村の男 ●
演 - 蔵多哲雄、小松健悦、佐藤浩、佐野晶夫
美山村小学6年生たちが臼ヶ岳への遠足から帰らないのを心配して学校に集まる。
村の女 ●
演 - 森下悦子
美山村小学6年生たちが臼ヶ岳への遠足から帰らないのを心配して学校に集まる。陽一郎の話に賛同して、雑賀は小学校に留まるべきだと主張した。
増田（ますだ） ●
演 - 千葉保
蜜柑組合の代表。蜜柑を、カナダに輸出したことで、祝宴のために興園寺家を訪れる。

#### 第7週
女の子 ●
演 - 中江ひろ子、米元小夜夏、藤綱安以、松本麗花
のど自慢ごっこで小野家の庭先に集まり、恭子が大阪でののど自慢の予選を通過したことを祝って去る。

#### 第8週
警官 ●
演 - 田口哲
大阪に行こうとしていた雄太と金太郎を発見して保護し、小野家に届けた。
男たち ■
演 - 真田実、岡田照幸、多々納斉
暴力団員。隠退蔵物資（綿布、小豆、羊毛などの軍需物資）を大量に隠し持っており、裏のルートを通じて買い手を探していた。北川にトラック五台分を騙し取られたために、彼を追って美山村にやって来たが、逃げられてしまう。その後は大阪にも現れ、「寺内商店」に移転を迫る。

#### 第9週
西川の友人 ★
演 - 笑福亭鶴松
芝居の女形。女装をしたまま西川の家に泊まりに来たため、昭と雄太から女性と間違われる。
市場の若い男 ★
演 - 原謙二郎、松下安良（ともに第10週、第17週）
魚屋「魚吉」の従業員。「寺内商店」の店番をする純子を気に入っており、「寺内商店」に立ち寄っては油を売っている。
老婆 ★
演 - 路井恵美子
女の子の祖母。純子が「寺内商店」の店番をしているときに、孫が干物を持ち出そうとして純子に注意されている隙に、缶詰め3つ150円分を万引きする。
チィちゃん ★
演 - 森愛子
老婆の孫。「寺内商店」で干物を持ち出そうとして純子の気を引き、祖母が缶詰めを万引きする隙を作る。
酒井進二郎（さかい しんじろう） ★
演 - 飛松二郎
昭や雄太のクラスメイト。雄太の大阪弁がおかしいと言って昭、雄太と喧嘩になる。のちに二人と同じ野球部に入部する。直球しか投げられない雄太とは違いカーブやシュートも投げることができ、監督からも信頼されている。
中学生 ★
演 - 丸尾和典
酒井進二郎の仲間。進二郎と雄太との喧嘩で、進二郎に加勢する。
男 ★
演 - 荻原郁三
暴力団員。「寺内商店」に移転を迫り、ぬひを脅す。
男 ★
演 - 高橋秀明
暴力団員。「寺内商店」に移転を迫る。
神永（かみなが） ★
演 - 山本弘
進駐軍に化けた北川に隠退蔵物資を騙し取られたボス。暴力団員を連れて「寺内商店」に現れるが、身の安全を優先した北川の自首により、北川と共に逮捕される。
ダグラス中尉 ■
演 - ドナルド・グリーノー
北川の友人。北川の頼みにより「寺内商店」に移転をせまる男たちを蹴散らす。
中根剛造（なかね ごうぞう） ★
演 - 牧冬吉
「寺内商店」に商品を卸す天満「中根商店」の社長。商売上懇意あった神永が逮捕されたことで激怒し、「寺内商店」との取り引きを打ち切ろうとする。しかし、純子の誠実さを知って彼女を気に入り、取り引きを再開する。
中根五郎（なかね ごろう） ★
演 - 桂む雀
中根剛造の息子。役者。屋根から落ちたところを受け止めてくれた正太夫を命の恩人と感謝している。純子を正太夫の婚約者だと思っており、純子が「寺内商店」で働いていると知ると、「寺内商店」との取り引きを続けるよう剛造に頼む。
野球部監督 ★
演 - 本屋敷錦吾（第10週）
昭、雄太、進二郎が所属する中学校の野球部の監督。
店員 ★
演 - 岡元伸樹
「中根商店」から「寺内商店」に商品を届ける。

#### 第10週
郵便局員 ★
演 - 小林和夫（第15週、第17週、第18週、第19週）
獄中の北川からの手紙を小野家に届ける。また、昌代からの純子宛の手紙をももに手渡す。
放送局員 ■
演 - 佐藤雅夫
ラジオ番組「尋ね人の時間」担当の放送局員。雄太を探している雄太のおば「林千代」の情報を、放送局を訪れた純子に伝える。
従業員 ■
演 - 渡辺千恵子
昌代が雄太のおば「林千代」を名乗って泊まっていた梅田の「喜春旅館」の従業員。
女将 ■
演 - 山田富久子
昌代が雄太のおば「林千代」を名乗って泊まっていた梅田の「喜春旅館」の女将。純子が「喜春旅館」を訪れたことで、「林千代」が雄太の実母・昌代であることが判明した。後日、純子とフランシスコ・シールス軍の通訳として来日していた速水秀平が、雄太を伴って昌代と対面する。
女の子 ■
声 - 美甘真理子
「喜春旅館」の娘。手まりをつきながら童歌を歌う声が、昌代が泊まっていた部屋まで聞こえていた。

#### 第11週
大工さん ★
演 - Mr.オクレ
「寺内商店」の半分を、ぬいの依頼により食堂に改築した大工の棟梁。正太夫の指示で総檜造りにする。
商店街の人々 ★
演 - 林幸次郎、小林信之
「純ちゃん食堂」の開店を祝ったチンドン屋。
商店街の人々 ★
演 - 中村正（第12週、第16週）、泉祐介（第12週）、宮崎正徳、西田忠則
「純ちゃん食堂」の開店当日、山うな丼を注文する。

#### 第12週
食堂の客 ★
演 - 藤田友宏（第15週）、小阪剛士（第17週）、沖野克治（第17週）
純ちゃん食堂の常連客。美山村の家を飛び出して、食堂の手伝いを始めた牛山ももと初日に言い合いになる。
高木（たかぎ） ★
演 - 門田裕（第14週）
「わらべ出版」社長。社員は高木、久助、節子の3人。
1953年夏、豪雨によって倉庫に保管していた童話集「かわいそうなやぎ」の在庫がほとんど水没してしまったことで、深く絶望する。
森本秀明（もりもと しゅうめい） ★
演 - 阪本谷孝司
作家。久助の童話集「かわいそうなやぎ」の挿絵を描いた。「わらべ出版創立三周年記念パーティー・雑賀久助作童話集出版記念」に出席していた。
劇団員 ■
演 - 魚住智美、横山和代（ともに第13週、第14週）
劇団「かもめ座」の女優。正太夫に連れられて「わらべ出版創立三周年記念パーティー・雑賀久助作童話集出版記念」に出席していた。地方公演の合間に美山村に立ち寄り、劇「はるかなる山脈」を演じる。しかし、公演は豪雨により中断してしまった。避難した村人がたくさん集まった小学校は、村人たちを元気づけようと、音楽を演奏したり踊ったりする。
劇団員 ■
演 - 金沢玲子（第13週）
劇団「かもめ座」の女優。正太夫に連れられて「わらべ出版創立三周年記念パーティー・雑賀久助作童話集出版記念」に出席していた。美山村で劇劇「はるかなる山脈」に出演する予定であったが、公演の前日に40℃の熱を出したために出演できなくなる。
カメラマン ★
演 - 元辻隆雄
「純ちゃん食堂」の取材で静尾に同行していた、新聞社のカメラマン。新聞に掲載するための写真を撮影する。

#### 第13週
劇団員 ■
演 - 田口喜一、玉本裕章（第14週）、森田勝利、山下悦郎、鎌田賢司
劇団「かもめ座」の団員。1953年7月17日、地方公演の合間に美山村に立ち寄り、劇「はるかなる山脈」を演じる。しかし、公演は豪雨により中断してしまった。避難した村人がたくさん集まった小学校は、村人たちを元気づけようと、音楽を演奏したり踊ったりする。
村人たち ●
演 - 友藤秀幸、中本哲夫（ともに第14週）
劇「はるかなる山脈」の美山村公演を観劇。豪雨により講演が中断になった後は、美山村小学校に避難する。
村人 ●
演 - 峰るみ子（第14週）
劇「はるかなる山脈」の美山村公演を観劇。豪雨により講演が中断になった後は、幼い子どもを連れて美山村小学校に避難する。

#### 第14週
消防団員 ●
演 - 蔵多哲雄、花乃種吉、尼崎市消防団、三田市消防団
1953年7月17日・18日の豪雨において、美山村の災害状況の把握、村民の救出に当たる。

#### 第15週
女学生 ★
演 - 中畠美樹、吉田香
上町高校在校生で、小百合の友人。高校野球夏の大会地区予選4回戦にて、上町高校対北高校を小百合と共にスタンドから応援する。試合は、雄太、昭がバッテリーが直球で勝負したが、2対3のサヨナラ負けを喫する。

#### 第18週
山岸（やまぎし）〈27〉 ★
演 - 桂雀松（第21週、第22週）
速水家に遊びに来ていた秀平の友人。ももの亡くなった夫によく似た人物。ももは彼と仲良くなろうと試みるが、妻と子供がいると知り、がっかりする。
秀平の友人 ★
演 - 三宅敦俊、町田栄児
速水家に遊びに来ていた秀平の友人。

#### 第19週
旅館の仲居 ■
演 - 河野元子
1954年8月21日に、純子と昭があきを連れて訪れた有馬温泉の旅館の仲居。
大出（おおいで） ■
演 - 芝本正
昭が通う浪南大学の野球部の監督。昭の突然の死を伝える電報を受け取って駆けつけた純子達に彼が亡くなった経緯を話す。
警官 ■
演 - 塩見一之
昭が運ばれた明石の海岸に近い警察署の警察官。

#### 第20週
野中キク（のなか きく） ◆
演 - 紅萬子（第21週）
純子が働く旅館「浜風荘」の仲居頭。これまでのやり方を変えようとする純子を良く思っておらず、意見が食い違うからと言って辞めてしまう。
垣本和平（かきもと わへい） ◆
演 - 岡八郎（第21週）
旅館「浜風荘」の板場。新しく女将になった純子に対しては一見従順だが、小さな嫌がらせで純子を悩ませる。ピンハネしていることを純子に指摘されるが開き直り、意見が食い違うからと言って辞めてしまう。
三島久美子（みしま くみこ） ◆
演 - 谷口友香（第21週）
旅館「浜風荘」の仲居。キクや垣本と共に辞めてしまう。
酒田ミネ子（さかた みねこ） ■
演 - 島村晶子
1955年（昭和30年）2月、甲子園で野球の観戦をした後に浜風荘に飛び込みで訪れた宿泊客。1940年（昭和15年）甲子園に出場した亡き息子を思い出し、その日が息子の命日であったことも相まって涙する。
酒田浩三（さかた こうぞう） ■
演 - 北村光生
ミネ子の夫。妻のミネ子と共に飛び込みで浜風荘に宿泊する。
森田（もりた） ■
演 - 北見唯一
1955年（昭和30年）2月、鹿児島から来た浜風荘の宿泊客。料理が運ばれてこず純子に文句を言うが、慣れない鹿児島弁に純子は困惑する。
客 ■
演 - 大橋壮多、井之上淳、桂坊枝、福富純一
1955年（昭和30年）2月、森田に連れられて鹿児島から来た浜風荘の宿泊客。料理が運ばれてこず純子に文句を言うが、慣れない鹿児島弁に純子は困惑する。
旅館の客 ■
演 - 端田宏三
1955年（昭和30年）2月に浜風荘に宿泊した客。料理が辛いと純子に苦情を言い、板場の垣本らが詫びに来なかったために、彼女に対して、いけず（意地悪）されているのか、と嫌味を言う。

#### 第21週
滝川（たきがわ） ■
演 - 須永克彦
選抜高等学校野球大会に出場する北海道の北嶺高校の部長。1955年（昭和30年）3月に部員35人を連れて浜風荘に宿泊した。中学時代から野球をしており、陽一郎のことも知っている。
野田（のだ） ■
演 - 南条好輝
選抜高等学校野球大会に出場する北海道の北嶺高校の監督。1955年（昭和30年）3月に部員35人を連れて浜風荘に宿泊した。
木崎豊（きざき ゆたか） ■
演 - 坂本国博（第22週、第25週）
北嶺高校の野球部員。部員たちの食べ物の好き嫌いやアレルギーなどを把握しており信頼されているが実力は今ひとつで、宮下が体調を崩した際には、1年生の水沢と交代させられる。
夏の大会では途中で敗退したが、道北学園を応援するために宮下と共に再び浜風荘に宿泊。選抜高等学校野球大会の後に母を事故で亡くしたことや、高校を中退し父の働く炭鉱で働くつもりであることを語る。
1962年時点では建築用鉄材販売会社の営業部で働いている。なかなか販売実績を上げることができずに悩み、純子たちに会いに浜風荘を訪問。ネクタイや靴をプレゼントされる。
宮下（みやした） ■
演 - 滝知史（第22週）
北嶺高校の野球部員。ピッチャーで4番バッターの主力選手だが、風邪で寝込む。木崎がいなくなった時には、木崎が登録メンバーから外されたのは自分のせいだと思い、熱が下がっていないにもかかわらず探しに行こうとする。
夏の大会では途中で敗退したが、道北学園を応援するために木崎と共に再び浜風荘に宿泊。大学へ進学するつもりであることを語る。
生徒たち ■
演 - 本城英敬、坂垣寛人、踞尾賢悟、大山卓哉
北嶺高校の野球部員。浜風荘で手伝いをする小百合や綾を見て、「美人旅館」と称してはしゃぐ。
水沢（みずさわ） ■
演 - 北村英知
北嶺高校の野球部員。木崎に代わって登録メンバーに入った1年生。
債権者の男 ■
演 - 日高久
わらべ出版に貸した2万円を回収に現れた債権者。借金について正太夫を問い詰めるが、彼がラジオから流れる選抜高等学校野球大会の結果ばかり気にしていたため激怒する。

#### 第22週
元木（もとき） ■
演 - 表淳夫
1955年夏、浜風荘に宿泊した高校野球の北海道代表校・道北学園の野球部監督。決勝戦まで他の客の予約を断る純子の姿勢に驚く。
医師 ◆
演 - 榊󠄀原大介
1955年夏、道北学園の野球部生徒の健康診断をするために浜風荘を訪れた医師。
看護婦 ◆
演 - 関田美香
1955年夏、道北学園の野球部生徒の健康診断をするために浜風荘を訪れた看護婦。
生徒 ■
演 - 正村春伸
1955年夏、浜風荘に宿泊した高校野球の北海道代表校・道北学園の野球部生徒。ポジションはセカンド。
仲居 ◆
演 - 杉山陽子
浜風荘の仲居。繁忙期のお手伝い。
生徒 ■
演 - 向井直樹、三戸詞介、岡田英男、本多新也
1955年夏、浜風荘に宿泊した高校野球の北海道代表校・道北学園の野球部生徒。
浅田（あさだ） ■
演 - 加治春雄
1955年夏、浜風荘に宿泊した高校野球の北海道代表校・道北学園の野球部部長。
仲居 ◆
演 - 安田勝子
浜風荘の仲居。繁忙期のお手伝い。
客 ■
演 - 大山雅樹
浜風荘に宿泊した3人連れの一人。玄関番の欽一郎にチップを渡す。

#### 第23週
木村（きむら） ★
演 - 白川明彦
「正太夫倶楽部」に出入りする若い芸術家。
令子（れいこ） ★
演 - 梅田千絵
「正太夫倶楽部」に出入りする若い芸術家。
男 ★
演 - 笑福亭瓶太
「正太夫倶楽部」のスタッフ。
客 ■
演 - 柳川昌和
浜風荘の宿泊客。風呂場で陽子と遊んでいた時に泣かせてしまい、陽子の姿が見えず大騒ぎとなっていた帳場に陽子を連れてくる。
菊江（きくえ） ■
演 - 風間舞子
浜風荘の仲居頭募集の新聞広告を見て応募してきた女性。元は大きな旅館の仲居頭だったが建設作業員の夫が西宮の労災病院に入院したために応募した、と話す。当初は真面目に働いていたが、客の財布を盗んで失踪。後に鳥羽の旅館で捕まった。
高辻（たかつじ） ■
演 - 梶本潔
浜風荘の梅の間に宿泊した客。枚方市出身。財布の中に入っていた7万円を菊江に盗難され、純子から弁償代金8万円を受け取る。
渡辺（わたなべ） ■
演 - 多賀勝（第25週）
久助にラジオ童話を勧めたラジオ局の職員。浜風荘の部屋で原稿を書いていた久助と会いに訪れ、原稿が書き上がるのを待つ。

#### 第24週
川井（かわい） ■
演 - 田渕岩夫（第25週）
1962年（昭和37年）7月より浜風荘に宿泊している客。熱くて寝ていられないと純子に訴える。3年前に妻を亡くした。2人の子供がいると言っていたが、実際には5人もいた。ヨシ子に惚れ込み結婚を打診するも断られた。
生徒 ■
演 - 藤本修、宮宇地雅之、井上隆
雄太が監督を務める神東工業高校野球部部員。地区大会予選で浜風荘に合宿する。雄太が合間に彼らに補習を行う。
医師 ◆
演 - 松田明
陽子が熱を出した時に浜風荘に駆けつけ、はしかと診断する。

#### 第25週
川井正子（かわい まさこ） ■
演 - 鳴尾よね子
川井の母親。浜風荘に泊っている息子に会いに丹波篠山から訪れ、息子と結婚するようヨシ子に頼む。
杉本（すぎもと） ■
演 - 玉生司郎（第26週）
北陸代表・日本海高校野球部の部長。先発隊として浜風荘に宿泊する。春夏連続出場し、その後再び浜風荘に宿泊する。
北見（きたみ） ■
演 - 原一平（第26週）
北陸代表・日本海高校野球部の監督。先発隊として浜風荘に宿泊する。春夏連続出場し、その後再び浜風荘に宿泊する。
キャプテン ■
演 - 塩見敦（第26週）
北陸代表・日本海高校野球部のキャプテン。先発隊として浜風荘に宿泊する。春夏連続出場し、その後再び浜風荘に宿泊する。
田畑（たばた） ■
演 - 矢折数彦（第26週）
北陸代表・日本海高校野球部の部員。先発隊として浜風荘に宿泊する。親指に刺さったトゲを純子に抜いてもらう。
小学校5年の時に母を亡くし当時の母が純子ぐらいの年齢であったことから純子に母の面影を重ね、他の部員からはやされながら純子を「おかあちゃん」と呼ぶ。それから、日本海高校の野球部全員が、純子を「おかあちゃん」と呼ぶようになった。
春夏連続出場し、その後再び浜風荘に宿泊する。
客 ■
演 - 岩鶴恒義
浜風荘の梅の間の宿泊客。インクを畳にこぼしてしまい、バケツと雑巾を借りる。
ピアニスト ★
演 - 梅沢太郎
正太夫倶楽部にて、あきが久助に白い鳥打ち帽をプレゼントするバックで『時のすぎゆくまま』（「カサブランカ」）を演奏する。

#### 第26週
古賀伸吉（こが しんきち） ■
演 - ホープ・ユタカ
昌代の長男。昌代と共に浜風荘を訪れ、雄太と会う。父（昌代の二度目の夫）が昨年亡くなったのを機に父が経営していた炭鉱をたたみ、現在は飯塚で小さな百貨店を経営している。昌代を実の親以上に想っていると雄太に話す。雄太に感謝を伝える。
松沢（まつざわ） ■
演 - 板垣寛人
神東工業高校の野球部部員。監督である雄太の練習中の様子がおかしかったと指摘する。
山本景二（やまもと けいじ） ■
演 - 岡村嘉隆
児童文学を出版するたんぽぽ社の社員。久助と共に浜風荘を訪れ、彼の新作「ナイスプレー もう一つの応援歌」の原稿が書き上がるのを待つ。
青年たち ●
演 - 降幡好彦、中辻繁、陶山弘治、松田勲、上尾元伸、高田浩司、尾崎利男
小学生時代の昭や雄太の友達の成人した姿。久しぶりに美山村を訪れた雄太と再会し、雄太・小百合の結婚を祝って、雄太を胴上げし、昔のように小学校の校庭で野球をする。

## スタッフ
- 作 - 布勢博一[40]
- 音楽 - 朝川朋之[40]
- 語り - 杉浦直樹[40]
- 演出 - 佐藤幹夫、小松隆、広川昭、佐藤峰世、大津山潮、瀬脇敏夫
- タイトル画 - 蓬田やすひろ
- 風俗考証 - 三田純市
- 大阪言語指導 - 鳴尾よね子[注 18]
- 和歌山言語指導 - 土屋恵司[注 19]
- 広島言葉指導 - 門野内純子
- 野球実技指導 - 本屋敷錦吾[1][注 20]、木村昭、鈴木輝彦
- アクション指導 - 美山晋八
- 歌唱指導 - 真鍋みよ子
- エキストラ協力 - アカデミー、アクタープロ、あすなろ、NAC、キャストプラン、全映プロ、東京宝映、トラッドプロ、日本芸能教育センター、ビッグアップル、日向企画、舞夢、松竹芸能、奈良県吉野郡下市町、美山村森林組合、和歌山県日高郡美山村
- 制作 - 菅野高至
- 美術 - 北野光洋、斉藤利明、清水猛
- 音響効果 - 高橋一郎、西村康、片岡健、野田信男
- 技術 - 枌野実、皿井良雄
- 撮影 - 神田茂、松村敏雄、山下昭
- 照明 - 新藤利夫、池辺隆夫、細見幸作
- 音声 - 鏡唯夫、中村英嗣、山本能弘、池川淳一、鈴木恒次

## 放送日程
| 週     | 回        | 放送日                        | 演出              | 美術     | 音響効果 | 技術     | 撮影     | 照明     | 音声     |
| ------ | --------- | ----------------------------- | ----------------- | -------- | -------- | -------- | -------- | -------- | -------- |
| 第1週  | 01 - 06   | 1988年10月03日 − 10月08日     | 佐藤幹夫          | 北野光洋 | 高橋一郎 | 枌野実   | 神田茂   | 新藤利夫 | 鏡唯夫   |
| 第2週  | 07 - 012  | 10月10日 − 10月15日           | 小松隆            | 斉藤利明 | 西村康   | 皿井良雄 | 松村敏雄 | 池辺隆夫 | 中村英嗣 |
| 第3週  | 013 - 018 | 10月17日 − 10月22日           | 佐藤幹夫          | 北野光洋 | 高橋一郎 | 枌野実   | 神田茂   | 新藤利夫 | 鏡唯夫   |
| 第4週  | 019 - 024 | 10月24日 − 10月29日           | 小松隆            | 斉藤利明 | 西村康   | 皿井良雄 | 松村敏雄 | 池辺隆夫 | 中村英嗣 |
| 第5週  | 025 - 030 | 10月31日 − 11月05日           | 広川昭            | 北野光洋 | 片岡健   | 枌野実   | 神田茂   | 新藤利夫 | 山本能弘 |
| 第6週  | 031 - 036 | 11月07日 − 11月12日           | 佐藤峰世          | 斉藤利明 | 西村康   | 枌野実   | 神田茂   | 新藤利夫 | 池川淳一 |
| 第7週  | 037 - 042 | 11月14日 − 11月19日           | 佐藤幹夫          | 北野光洋 | 高橋一郎 | 皿井良雄 | 松村敏雄 | 池辺隆夫 | 鏡唯夫   |
| 第8週  | 043 - 048 | 11月21日 − 11月26日           | 小松隆            | 斉藤利明 | 野田信男 | 枌野実   | 山下昭   | 新藤利夫 | 中村英嗣 |
| 第9週  | 049 - 054 | 11月28日 − 12月03日           | 広川昭            | 清水猛   | 片岡健   | 枌野実   | 山下昭   | 新藤利夫 | 山本能弘 |
| 第10週 | 055 - 060 | 12月05日 − 12月10日           | 佐藤峰世          | 北野光洋 | 西村康   | 皿井良雄 | 松村敏雄 | 細見幸作 | 池川淳一 |
| 第11週 | 061 - 066 | 12月12日 − 12月17日           | 佐藤幹夫          | 斉藤利明 | 高橋一郎 | 枌野実   | 山下昭   | 新野利夫 | 山本能弘 |
| 第12週 | 067 - 072 | 12月19日 − 12月24日           | 広川昭            | 清水猛   | 野田信男 | 皿井良雄 | 松村敏雄 | 細見幸作 | 中村英嗣 |
| 第13週 | 073 - 075 | 12月26日 − 12月28日           | 小松隆            | 北野光洋 | 片岡健   | 皿井良雄 | 松村敏雄 | 細見幸作 | 鏡唯夫   |
| 第14週 | 076 - 079 | 1989年1月4日 − 1月6日、1月9日 | 小松隆            | 北野光洋 | 片岡健   | 枌野実   | 山下昭   | 新藤利夫 | 鏡唯夫   |
| 第15週 | 080 - 085 | 1月10日 − 01月14日            | 佐藤峰世          | 斉藤利明 | 西村康   | 皿井良雄 | 松村敏雄 | 細見幸作 | 池川淳一 |
| 第16週 | 086 - 091 | 1月16日 − 01月21日            | 佐藤幹夫          | 清水猛   | 高橋一郎 | 皿井良雄 | 松村敏雄 | 細見幸作 | 中村英嗣 |
| 第17週 | 092 - 097 | 1月23日 − 01月28日            | 広川昭            | 北野光洋 | 野田信男 | 枌野実   | 山下昭   | 新藤利夫 | 鏡唯夫   |
| 第18週 | 098 - 103 | 1月30日 − 02月04日            | 小松隆            | 斉藤利明 | 片岡健   | 皿井良雄 | 松村敏雄 | 細見幸作 | 鈴木恒次 |
| 第19週 | 104 - 109 | 2月06日 - 02月11日            | 佐藤峰世          | 清水猛   | 西村康   | 枌野実   | 山下昭   | 新藤利夫 | 山本能弘 |
| 第20週 | 110 - 115 | 2月13日 - 02月18日            | 佐藤幹夫          | 北野光洋 | 高橋一郎 | 皿井良雄 | 松村敏雄 | 細見幸作 | 池川淳一 |
| 第21週 | 116 - 121 | 2月20日 - 02月25日            | 小松隆            | 斉藤利明 | 片岡健   | 枌野実   | 山下昭   | 新藤利夫 | 鏡唯夫   |
| 第22週 | 122 - 127 | 2月27日 - 03月04日            | 広川昭            | 清水猛   | 西村康   | 皿井良雄 | 峯岸道雄 | 細見幸作 | 中村英嗣 |
| 第23週 | 128 - 133 | 3月06日 - 03月11日            | 大津山潮          | 北野光洋 | 片岡健   | 枌野実   | 山下昭   | 新藤利夫 | 山本能弘 |
| 第24週 | 134 - 139 | 3月13日 - 03月18日            | 佐藤峰世          | 斎藤利明 | 西村康   | 皿井良雄 | 松村敏雄 | 細見幸作 | 池川淳一 |
| 第25週 | 140 - 145 | 3月20日 - 03月25日            | 瀬脇敏夫 佐藤幹夫 | 清水猛   | 高橋一郎 | 枌野実   | 山下昭   | 新藤利夫 | 鏡唯夫   |
| 第26週 | 146 - 151 | 3月27日 - 04月01日            | 佐藤幹夫          | 北野光洋 | 高橋一郎 | 皿井良雄 | 松村敏雄 | 細見幸作 | 鏡唯夫   |

### 放送休止・変更
1989年（昭和64年）1月7日は、昭和天皇の崩御により、放送休止となった。なお、休止分の代替として、7日放送分は同年（平成元年）1月9日に放送され、1月9日から1月13日の放送はそれぞれ1回ずつ順延し、1月14日には本来の13日放送分と合わせた2本分がまとめて放送されている。

### アンコール放送
1996年4月8日から9月28日までNHK BS2、2021年9月27日から翌年4月26日まで総合でアンコール放送された。